# Hermione kinbergi
Hermione kinbergi är en ringmaskart som beskrevs av Jean Louis Armand de Quatrefages de Bréau 1866. Hermione kinbergi ingår i släktet Hermione och familjen Aphroditidae. Inga underarter finns listade i Catalogue of Life.